# La voce del silenzio/Unchained Melody
La voce del silenzio/Unchained Melody è un 45 giri della cantante statunitense Dionne Warwick, pubblicato dalla Scepter (catalogo SC 717) nel febbraio 1968.

## I brani

### La voce del silenzio
La voce del silenzio, presente sul lato A del disco, è il brano che ha partecipato al Festival di Sanremo 1968 in abbinamento con Tony Del Monaco, classificandosi al 14º posto (cioè, ultimo dei finalisti). La musica è di Elio Isola, mentre il testo è di Paolo Limiti e Mogol.

#### L'adattamento in inglese
La stessa Dionne Warwick ne incise anche una versione in inglese, Silent Voices, inserita nell'album Valley of the Dolls (Scepter, catalogo SPS-568) e poi ripresa dalle Supremes – che la inclusero, 4 anni dopo, in Produced and Arranged by Jimmy Webb (Motown, catalogo M756L) – e dal britannico Tom Jones. Il testo inglese, scritto dal canado-statunitense Norman Monath, non ha niente a che vedere con l'originale.

### Unchained Melody
Unchained Melody, presente sul lato B del disco, è una delle tante cover dell'omonimo brano scritto da Alex North (musica) e Hy Zaret (testo) ed inciso, originariamente, dal baritono Todd Duncan nel 1955 per la colonna sonora del film Senza catene (Unchained). La versione di Dionne Warwick era già stata pubblicata nell'album The Sensitive Sound (1965).

## Tracce

### Lato A
1. La voce del silenzio (Festival di Sanremo 1968) – 3:08 (testo: Paolo Limiti, Mogol – musica: Elio Isola; edizioni musicali Sugarmusic/Picchio Rosso)

### Lato B
1. Unchained Melody – 4:11 (testo: Hy Zaret – musica: Alex North; edizioni musicali Frank Music Corp.) – Tema dal film Senza catene (1955)